# Lily Mere
Das Lily Mere ist ein See in Cumbria, England. Er liegt westlich von Sedbergh im Osten des Killington Reservoir. Ein Abfluss des Priestfield Beck ist  ein Zufluss an seiner Nordseite, seine weiteren Zuflüsse sind unbenannt. Das Lily Mere hat einen Abfluss zum Killington Reservoir an seiner Südwestseite.